# 피에르앙리 드 발랑시엔
피에르앙리 드 발랑시엔(프랑스어: Pierre-Henri de Valenciennes, 1750년 12월 6일~1819년 2월 16일)은 프랑스의 화가로 스튜디오가 아닌 야외에서 그림을 그리는 야외 사생(En plein air)의 선구자이다.

## 생애
발랑시엔은 프랑스 남서부 툴루즈에서 태어나 파리에서 사망하였으며 페르 라셰즈 묘지에 안장되었다.
발랑시엔은 1778년부터 1782년까지 로마에서 일하면서 자연을 직접 관찰하고 나무나 집을 그리며 여러 풍경을 연구했다. 그는 1800년에 쓴 논문인 《특히 풍경화에 관한 학생을 위한 성찰과 조언》(Reflections and Advice to a Student on Painting, Particularly on Landscape)에서 야외 사생에 대한 이론을 제시하며, 예술가가 직접 풍경을 보면서 그 풍경을 세밀하게 담아내는 "풍경 초상화" 개념을 개발했다.
발랑시엔은 실외에서 그림을 그리는 방식으로 빛과 날씨에 따라 순식간에 변하는 풍경을 포착할 수 있었다. 그는 예술가들이 야외에서 작업하고 하루 중 여러 번 같은 풍경을 그리는 것을 지지했다. 비록 그는 이것을 주로 "아마추어"들에게 관심을 가지는 그림의 한 종류로 언급했지만, 아카데미의 고급 예술과 구별되는 것처럼, 그는 이를 매우 흥미롭게 생각했고, 그의 작품 중에서 남아 있는 풍경 초상화는 후대의 평론가들에게 가장 주목을 받았다.
그는 특히 예술가들에게 풍경이 특정한 장소에 속한다는 느낌을 주기 위해 한 장면의 건축, 의상, 농업 등의 독특한 세부 사항을 포착할 것을 촉구했다. 이 점에서 그는 아마도 위베르 로베르, 피에르아타나즈 쇼뱅, 아실 에트나 미샬롱 등 농촌 지역과 생활 풍습을 그리는 데 인류학적 접근을 한 이탈리아에서 활동한 다른 프랑스 예술가들에게 영향을 미쳤을 것으로 보인다.
그가 가르친 학생 중에는 장빅토르 베르탱, 아실 에트나 미샬롱, 루이 앙티엔느 와틀렛, 루이프랑수아 르죈 및 프랑스 최초의 파노라마 화가인 피에르 프레보가 있다.

## 작품

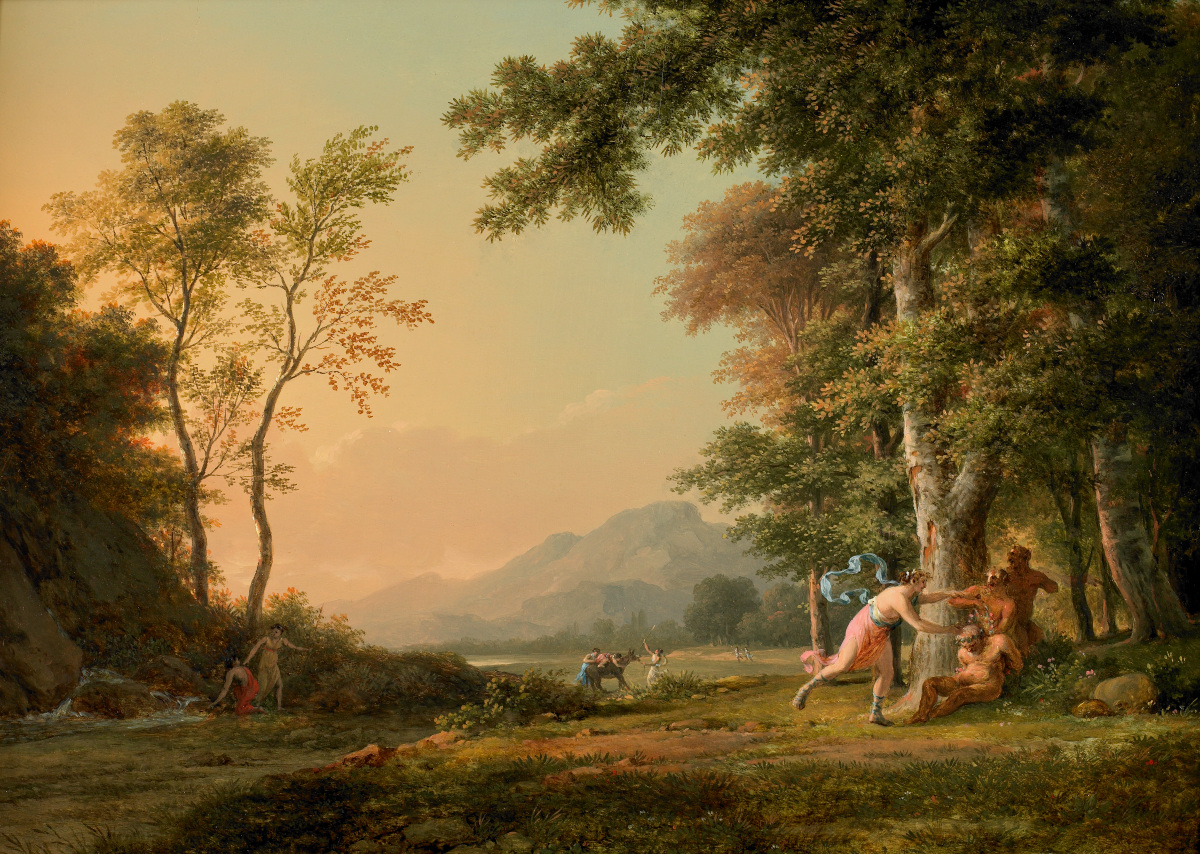
A Wooded Landscape with a Bacchic Scene, 1810년경, 버밍엄 미술관
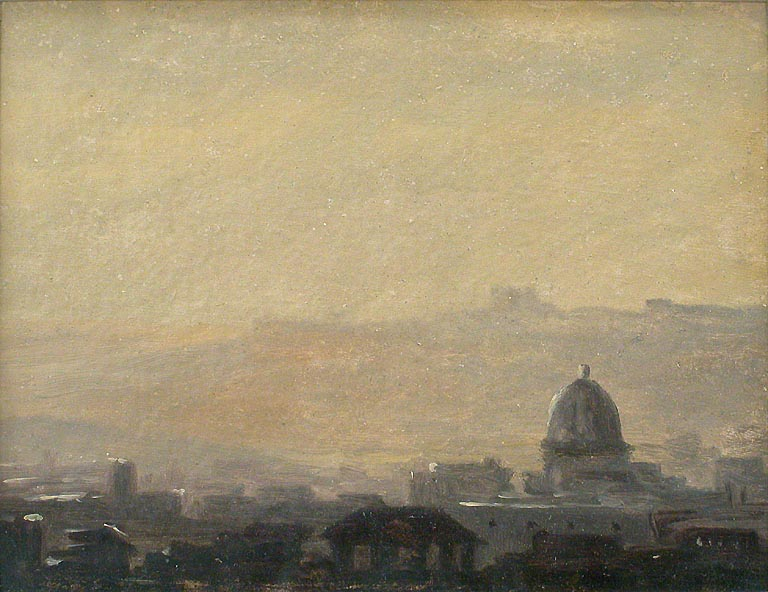
View of the Environs of Rome, 루브르 박물관
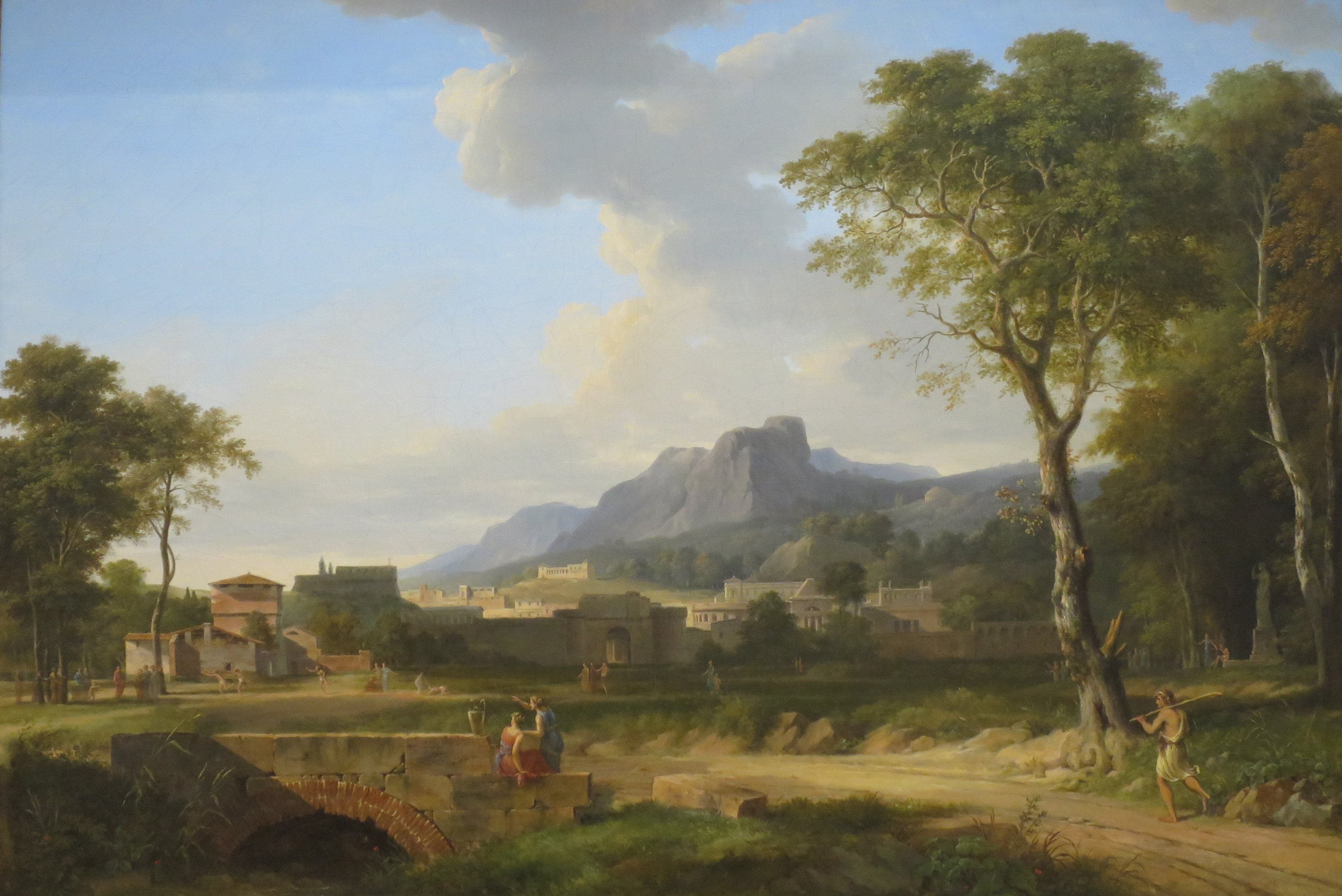
A Capriccio of Rome with the Finish of a Marathon, 1788년
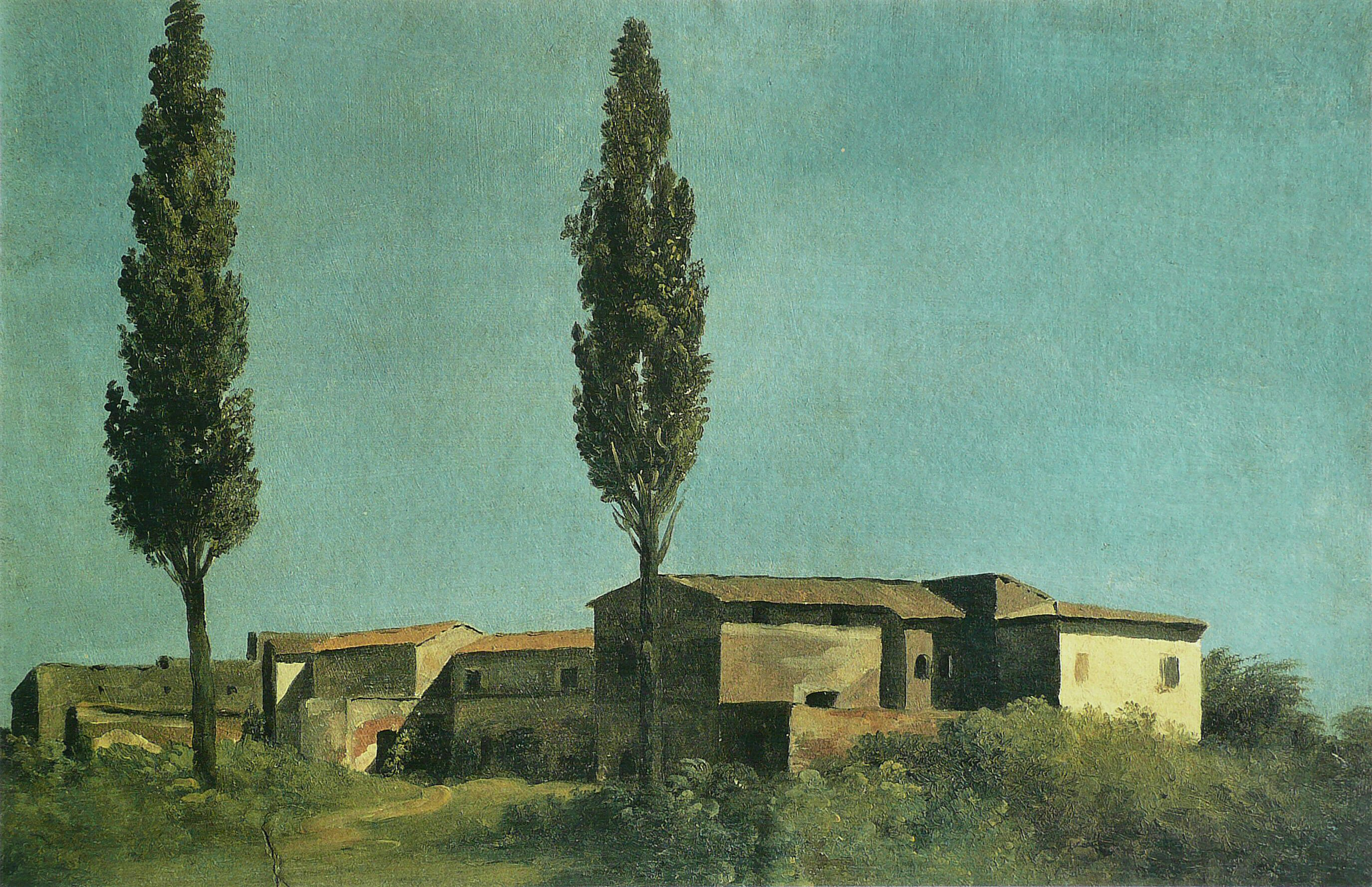
At the villa Farnèse : two poplars, 루브르 박물관
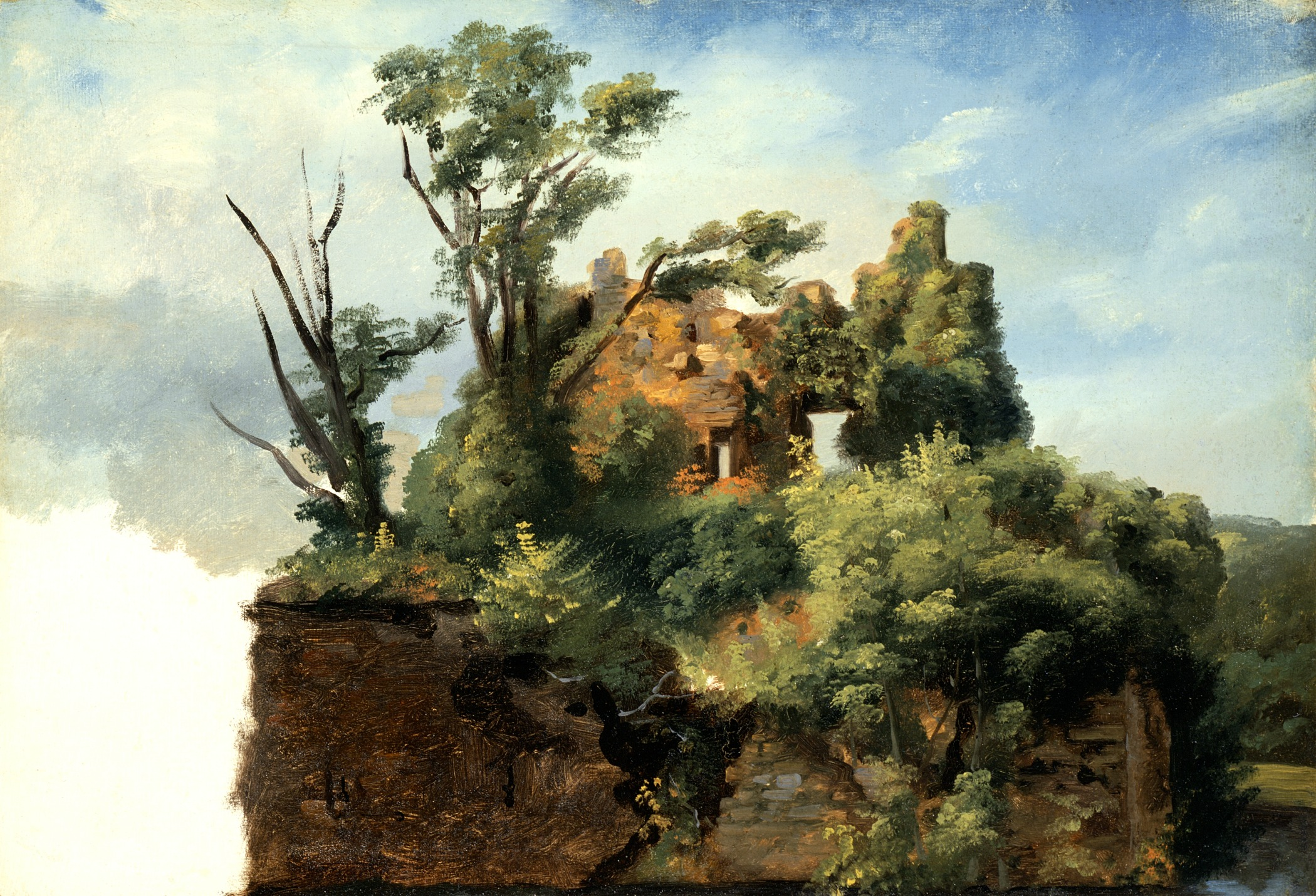
Landscape with Ruins circa, 1782-1785년, 로스앤젤레스 카운티 미술관
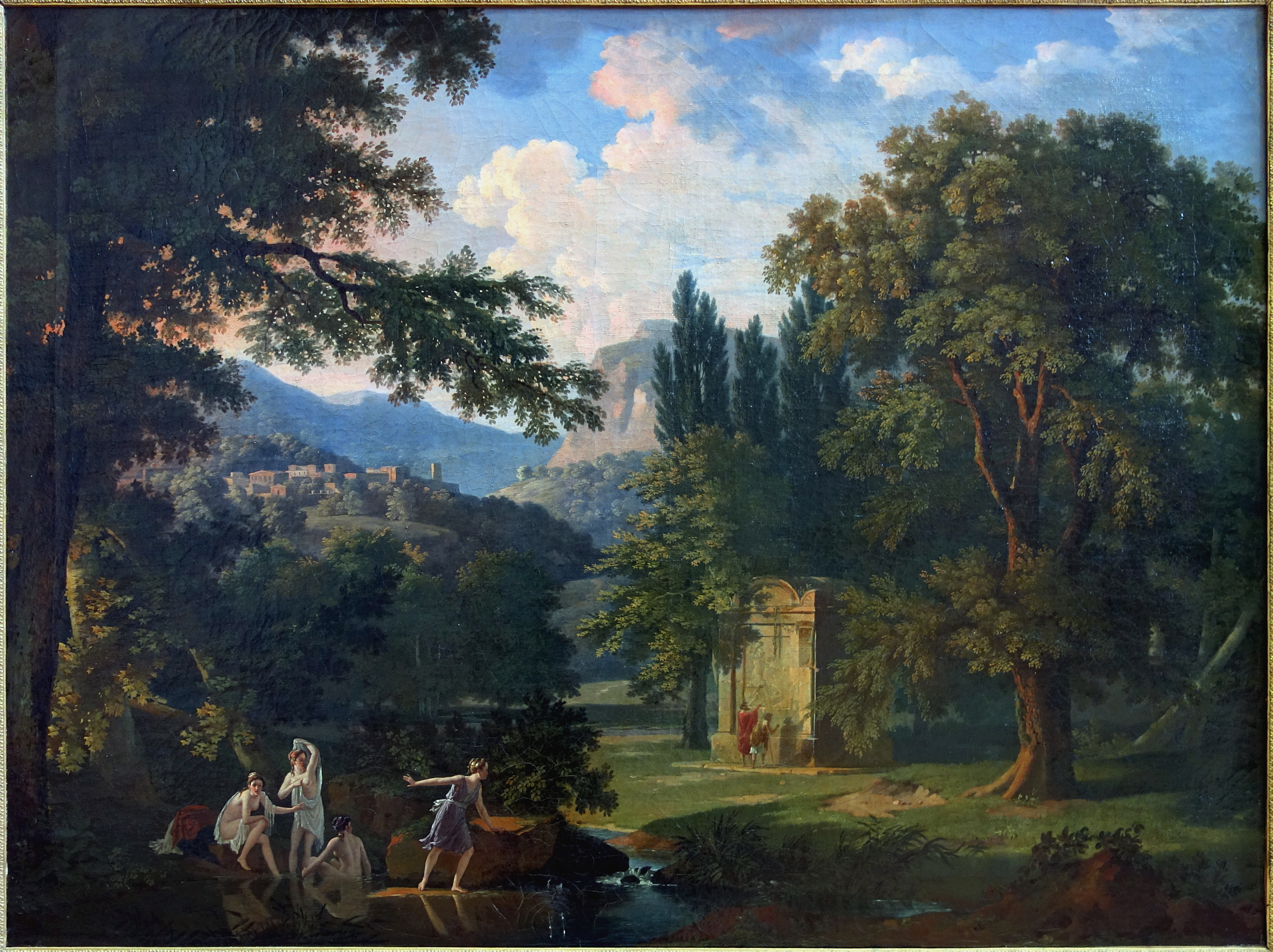
Historical Landscape, 1800년경, 릴 미술관
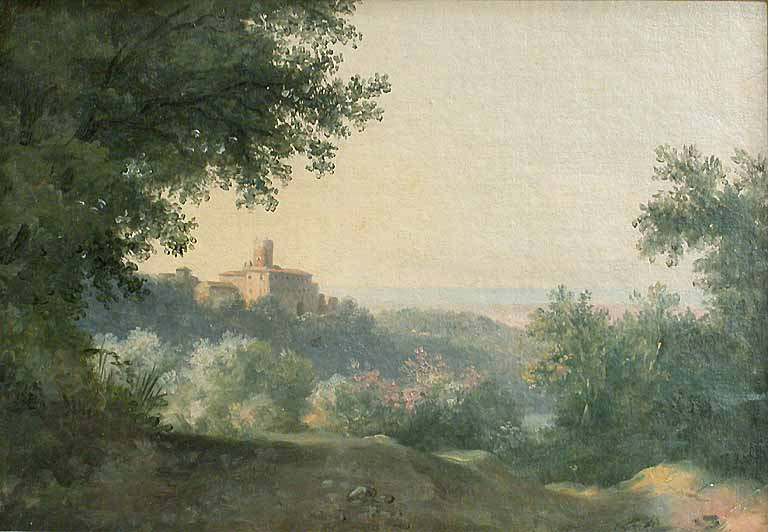
View of the Palace of Nemi, 1780년경, 루브르 박물관
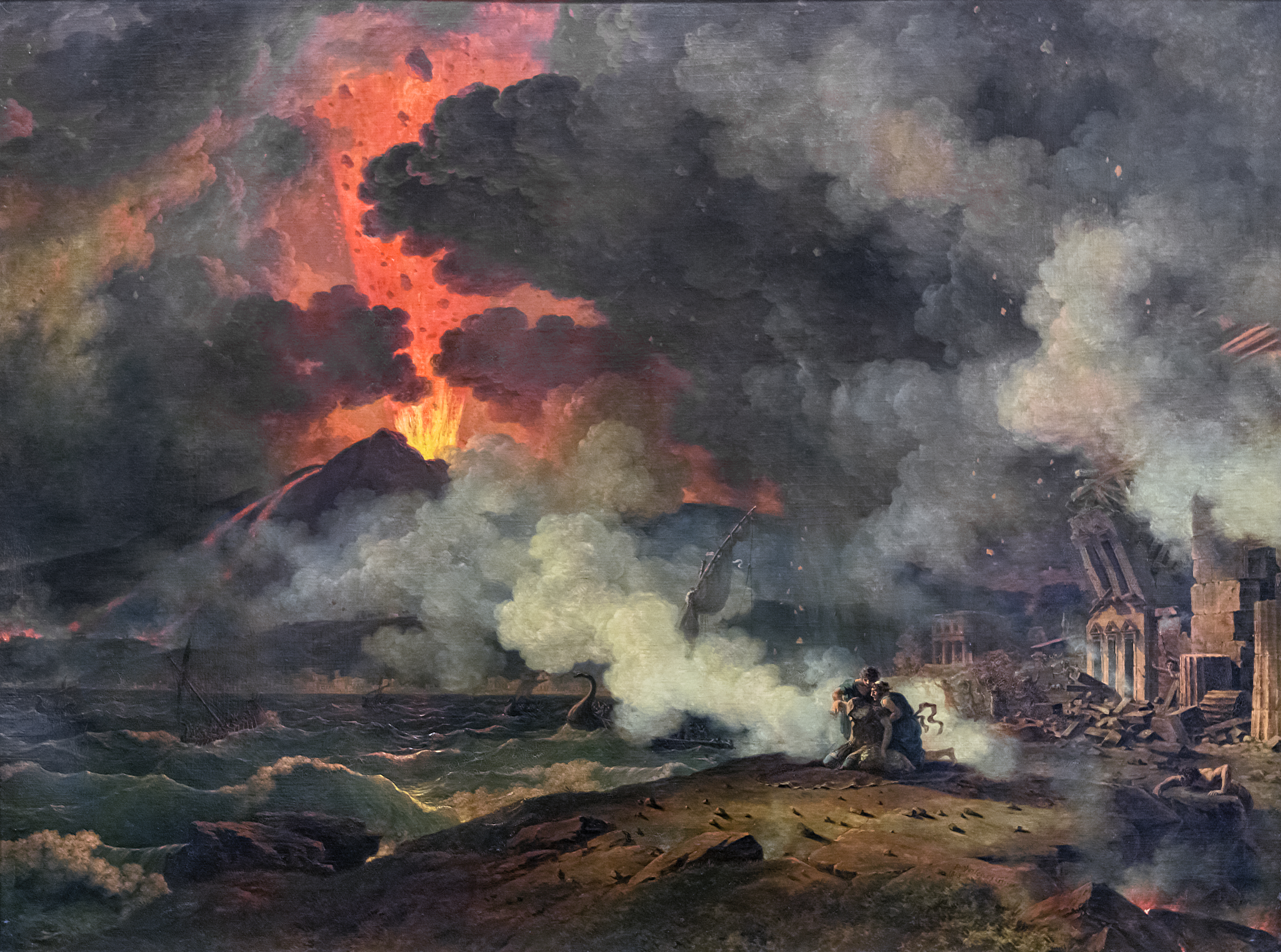
Eruption du Vésuve, 1813년, 오귀스탱 미술관